# Stenostola dubia
Stenostola dubia là một loài bọ cánh cứng trong họ Cerambycidae.

## Hình ảnh

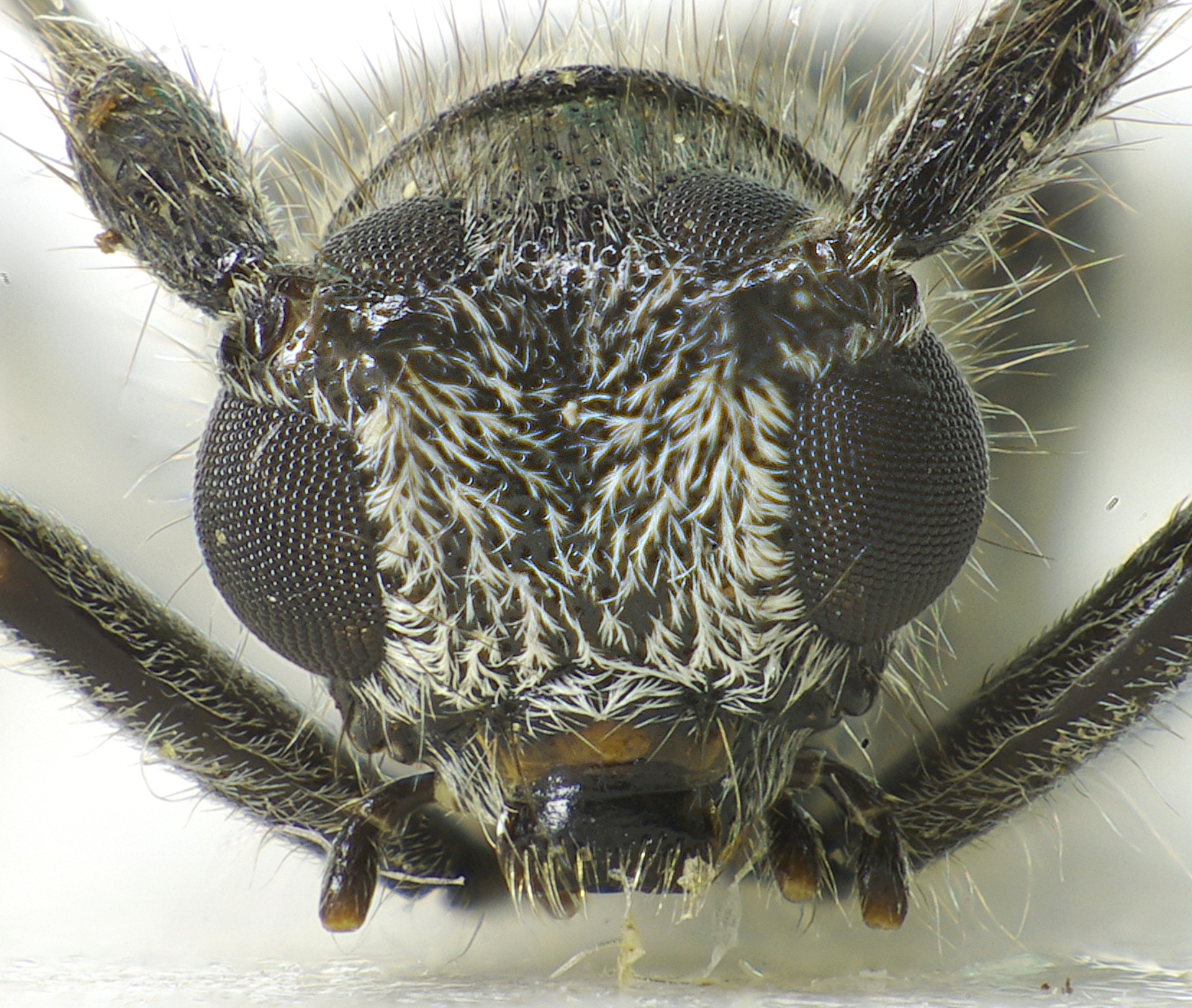
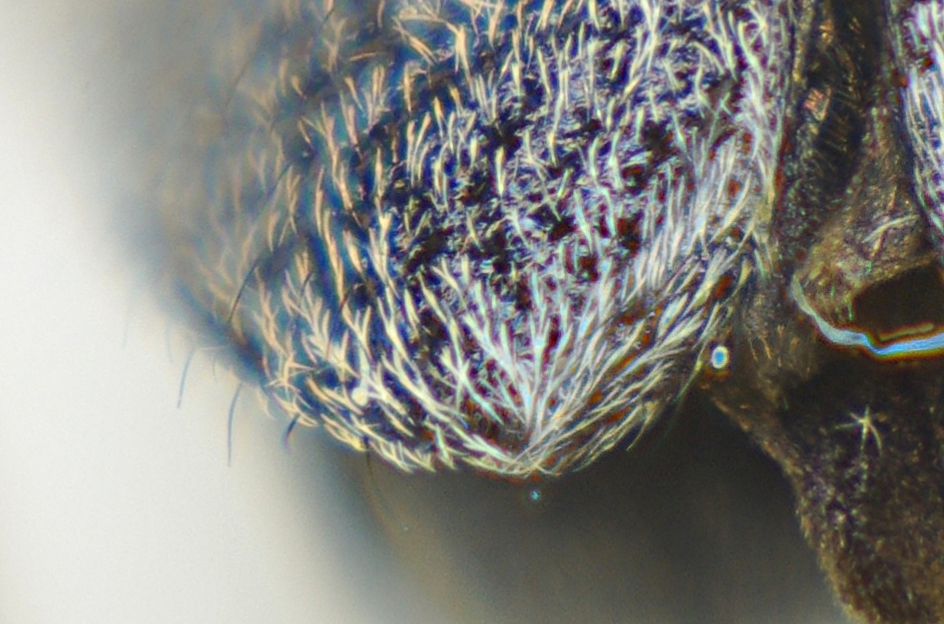
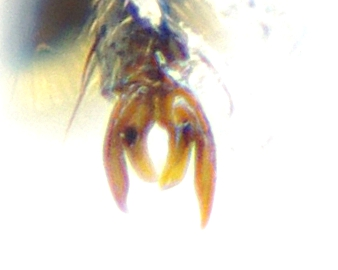
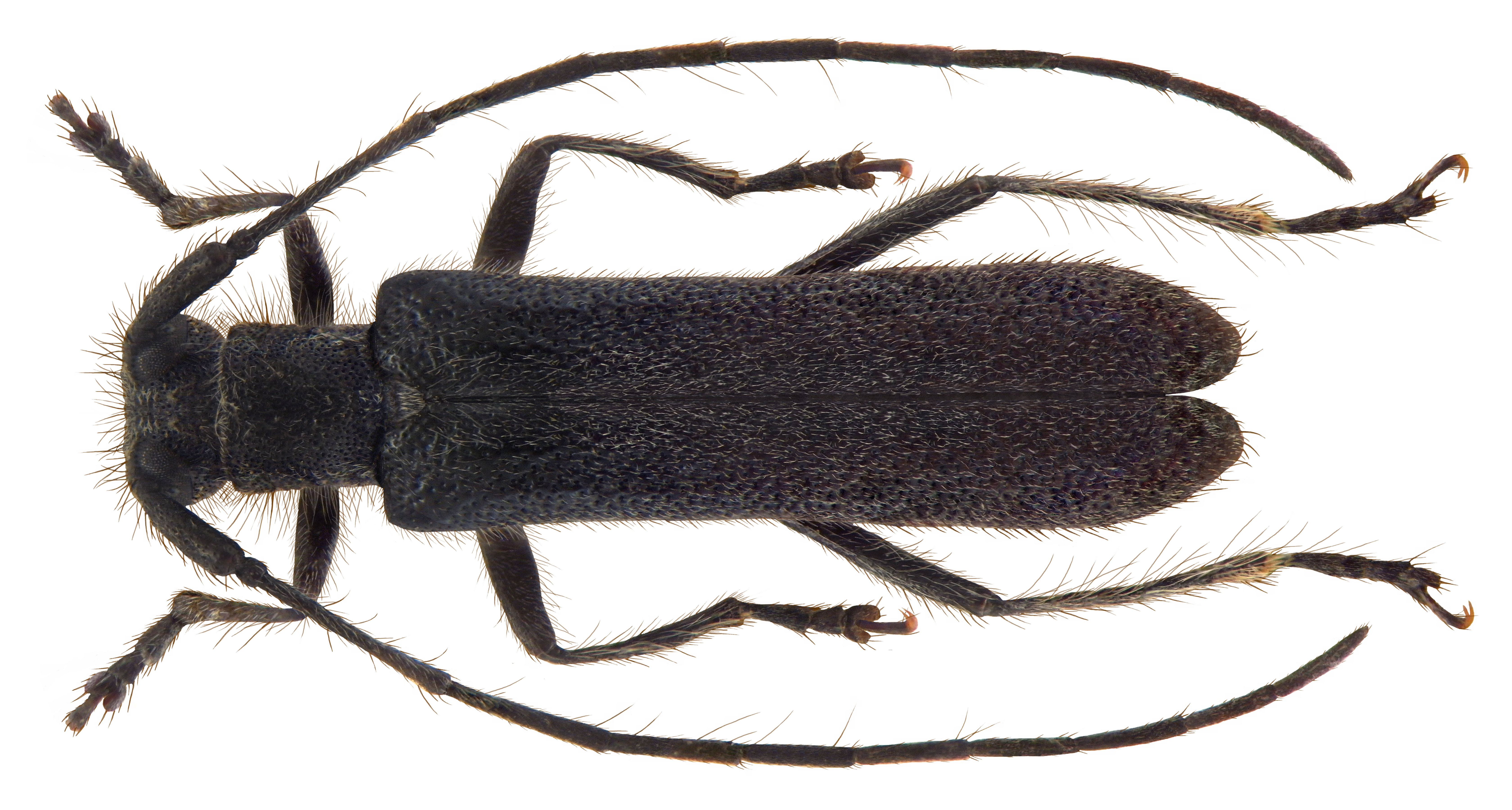